# Pim & Pom: Het Grote Avontuur
Pim & Pom: Het Grote Avontuur (ook wel Pim en Pom) is een Nederlandse animatiefilm. De personages van de film zijn gebaseerd op de getekende versies van Fiep Westendorp. Pim & Pom ging op 9 april 2014 in première.

## Verhaal
Pim en Pom wonen in een huis samen met hun baasje. Wanneer diens brutale nichtjes Treesje en Sjaantje op bezoek komen, nemen ze Pim en Pom stiekem mee om met ze te gaan picknicken in het park. De nichtjes willen Pim en Pom houden als hun nieuwe huisdieren. Pim en Pom ontsnappen, maar daarbij raken ze verdwaald en moeten ze samen buiten op straat overleven om weer veilig thuis te komen. Tijdens hun avontuur ontmoeten ze een bende straatkatten die hun vriendschap flink op de proef stelt...

## Stemmen
- Georgina Verbaan - Pim / Tante (de Vrouw)
- Tjitske Reidinga - Pom
- Plien van Bennekom - Treesje
- Bianca Krijgsman - Sjaantje
- Peter Paul Muller - Johnny